# Фаллоидин
Фаллоидин — органическое вещество, бициклический гептапептид, содержащийся в яде бледной поганки (Amanita phalloides), токсин группы фаллотоксинов. Относится к быстродействующим токсинам, поражающим преимущественно паренхиматозные органы. Вещество не растворяется в воде, устойчиво к температурным воздействиям.

## История
Токсин начал изучаться в 1930-х годах немецким учёным лауреатом Нобелевской премии 1927 года Генрихом Виландом. В 1937 году фаллоидин был очищен и кристаллизован Феодором Линеном (зятем Виланда и также Нобелевским лауреатом 1964 года) и сыном Виланда Ульрихом. 

## Механизм токсического действия
В живой клетке постоянно происходит процесс полимеризации/деполимеризации актина, необходимый для многих клеточных функций, таких как сокращение и миграция. Фаллоидин связывается с актином клетки в его полимерной форме и препятствует его деполимеризации. Молекула фаллоидина, представляющего собой бициклический гептапептид, связывается с актиновыми филаментами гораздо сильнее, чем с мономерным актином, так как встраивается в интерфазы между двумя актиновыми субъединицами.  Кроме этого, фаллоидин ингибирует АТФазную активность F-актина.

## Применение в клеточной биологии

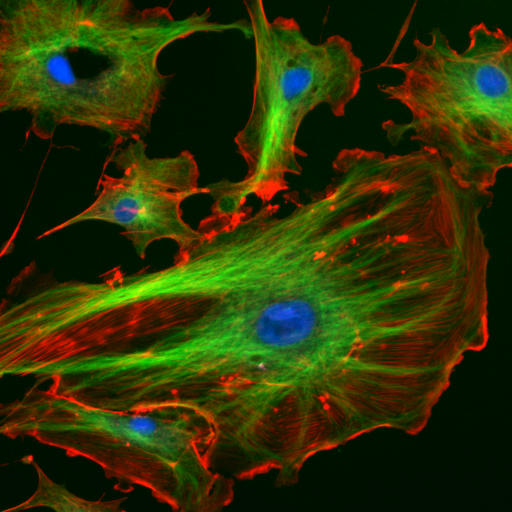
Эндотелиальные клетки. Актиновые микрофиламенты окрашены в красный (фаллоидин, меченый флуоресцеином), микротрубочки — в зеленый (флуоресцентно-меченые антитела), ядра клеток — в голубой цвет (DAPI).

Свойство фаллоидина специфически связываться с актиновыми микрофиламентами широко используется в клеточной биологии. Фаллоидин, меченый флуоресцентным красителем, применяется для окрашивания актиновых микрофиламентов в живых и фиксированных клетках для последующего микроскопического анализа.